# Galū Darreh
Galū Darreh (persiska: گلو درّه) är en ort i Iran.   Den ligger i provinsen Kermanshah, i den västra delen av landet, 500 km väster om huvudstaden Teheran. Galū Darreh ligger 1 333 meter över havet och antalet invånare är 164.
Terrängen runt Galū Darreh är platt åt nordväst, men åt sydost är den kuperad.Runt Galū Darreh är det ganska tätbefolkat, med 185 invånare per kvadratkilometer. Närmaste större samhälle är Kūzarān-e Sanjābī, 9,8 km nordväst om Galū Darreh. Trakten runt Galū Darreh består till största delen av jordbruksmark.